# TUC (крекер)
TUC (англ. The Unique Cracker — укр. Унікальний крекер) — це солоний крекер, створений у Бельгії.

## Історія
TUC був розроблений у Бельгії в 1958 році. Крекери TUC відомі по всьому світу, але спочатку крекери завоювали свою популярність у Франції, Німеччині, Італії, Нідерландах, Бельгії, Фінляндії, Іспанії, Швейцарії, Данії, Китаї, Пакистані, Тунісі та Південній Африці. У 1992 році TUC вийшов на ринок Китаю та здобув там шалену популярність. У 2008 році TUC відзначив свій півстолітній ювілей. 1 червня 2010 року TUC вийшов на ринок України. Виробленням в Україні займається Монделіс Україна на Тростянецькій шоколадній фабриці «Україна» (початок виробництва кінець 2011).

## Види крекеру TUC
Кілька видів крекерів TUC:
- Original (з сіллю)
- Mini TUC — Original
- TUC Сирний сендвіч
- TUC Барбекю
- TUC Craks Original
- TUC Craks Сметана і цибуля
- TUC Бекон
- TUC Часник і трави
- TUC Паприка
- TUC Break
- TUC Break Розмарин і олія
- TUC Сіль і перець
- TUC Солодкий перець
- TUC Смажена курка
- TUC Крітмум
- TUC Піца та інші

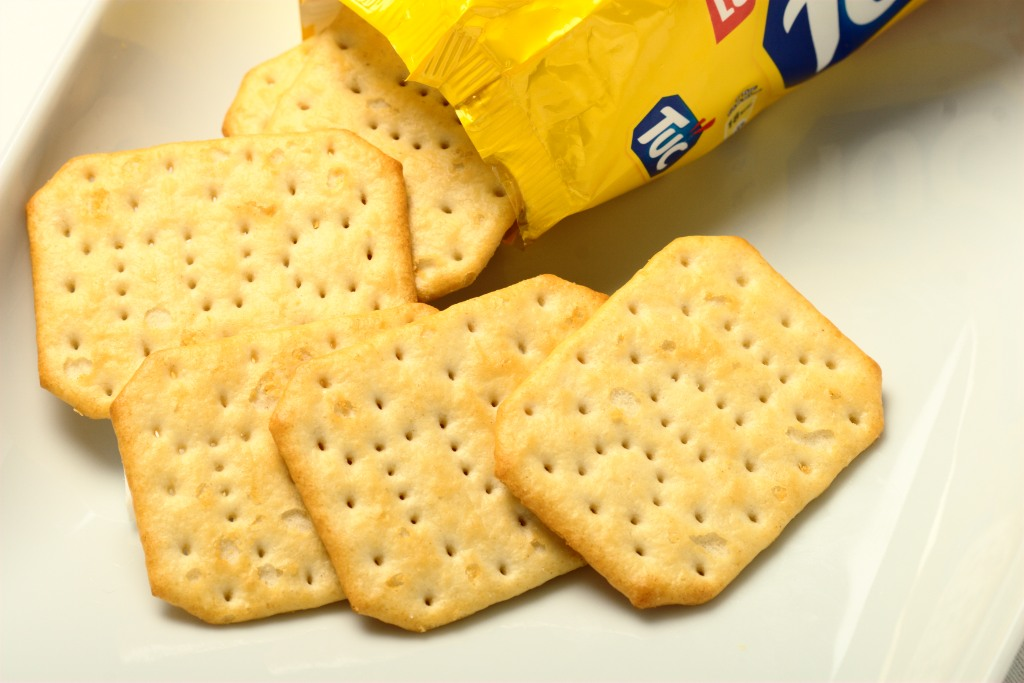
Крекери TUC

На українському ринку TUC з'явився 2010 року. На сьогоднішній день TUC представлений у смаках: солоний класичний, зі смаком сиру, паприки, бекону, сметана із цибулею та піци.

## Склад продукту
Крім пшеничного борошна і пальмової олії, в ньому міститься глюкозно-фруктозний сироп і ячменно-солодовий екстракт. Крім цього, в нього входить ароматизатор «сир», приготований на основі молочної сироватки, солі і натуральних компонентів. Складний склад доповнюють підсилювачі аромату і смаку типу Е621, 627 і 631. Складну композицію доповнює добавка Е551, яка перешкоджає злежування продукту і злежуванню його компонентів. Лактат кальцію і лимонна кислота використовуються як регулятори кислотності, а трифосфат калію і казеїнат натрію — як синтетичні емульгатори. Список інгредієнтів доповнює меланж, мальтозна патока, сіль, сирний порошок і метобісульфіт натрію для поліпшення борошна. Загальну картину доповнюють розпушувачі у вигляді соди і бисульфата амонію, а також стабілізатор гуміарабік і куркумін як натуральний барвник. Все це призводить до того, що калорійність всього 100 грам продукту досягає 485 кілокалорій. Така підвищена енергоємність небезпечна для людського організму.